# Sonic Rush
 (octobre 2019).
Si vous disposez d'ouvrages ou d'articles de référence ou si vous connaissez des sites web de qualité traitant du thème abordé ici, merci de compléter l'article en donnant les références utiles à sa vérifiabilité et en les liant à la section « Notes et références ».
Sonic Rush (ソニック・ラッシュ, Sonikku Rasshu) est un jeu vidéo de plate-forme développé conjointement par Dimps et Sonic Team, sorti en novembre 2005 sur Nintendo DS, il fait partie de la série Sonic.
Le joueur peut incarner pour la première fois le personnage de Blaze the Cat, ayant un pouvoir puissant de flammes et une transformation en Burning Blaze, avec les 7 Sol Émeraudes en main. 

## Scénario
- Sonic : C'est une journée comme tant d'autres pour le hérisson bleu. Il tente d'empêcher Eggman de mettre à exécution un plan diabolique. Au moment où il a vaincu Eggman, une hybride chatte violette du nom de Blaze fait son apparition. Il devra par la suite combattre Eggman Nega (équivalent d'Eggman dans le monde de Blaze) à chaque fin de niveau (soit tous les deux actes). À la fin, il combat Eggman Nega afin de mettre fin à la distorsion qui frappe le monde de Sonic.
- Miles « Tails » Prower : Il sert de guide à Sonic, il n'intervient que très peu.
- Cream : Elle servira de guide à Blaze mais n'interviendra pas beaucoup. En revanche, ses paroles mettent un peu d'humour, par exemple : « C'est Knuckles. C'est un dur mais il n'est pas très futé… »
- Knuckles et Amy Rose : Ils servent juste de personnages secondaires. Ils mettent parfois un peu d'humour dans le jeu.
- Blaze : Elle se réveille dans un autre monde que le sien et doit retrouver les Sol Emeralds qui lui ont été dérobées par Eggman. Elle devra le vaincre pour récupérer toutes ses émeraudes. Après avoir récupéré les sept Sol Emeralds, Blaze devra vaincre Eggman une dernière fois pour sauver Cream.

## Système de jeu
Le joueur dirige Sonic, ou Blaze, et parcourt des niveaux dans un jeu de plate-forme en 2D vu de profil. Les personnages peuvent sauter, prendre de la vitesse sur place (en appuyant sur bas et le bouton de saut, le Spin Dash issue de Sonic The Hedgehog 2), rebondir sur des ressorts éparpillés dans le niveau, faire un double saut et un sprint aérien sur ces ressorts, et ramasser des anneaux ; lorsqu'ils sont touchés par des ennemis ils perdent leurs anneaux (qui peuvent être récupérés pendant quelques secondes). Les deux personnages ont de légères différences : Blaze fait des doubles sauts plus hauts et des sprints aériens plus loin sur les ressorts, mais elle est moins rapide que Sonic, qui est le seul personnage qui puisse accéder aux étapes spéciales.
Certaines actions font monter une barre spéciale, qui permet de prendre brusquement de la vitesse lorsque son pouvoir est utilisé, ou d'accéder aux niveaux bonus.
Le jeu se déroule sur les deux écrans en même temps, le personnage (alors dans l'écran supérieur) peut par exemple descendre une pente jusqu'à se trouver dans l'écran inférieur et continuer normalement sa course. On parcourt les mêmes niveaux mais dans un ordre différent selon que l'on joue avec Sonic ou Blaze.
Bien que les phases principales de jeu soient en deux dimensions, les personnages et les ennemis sont tridimensionnels. Les actes finaux pendant lesquels se déroulent les batailles contre les boss et les niveaux bonus sont intégralement en 3D. L'usage du stylet est restreint aux niveaux bonus et à la navigation dans les menus.

## Niveaux
il y a en tout neuf niveaux jouables dans Sonic Rush. Chaque niveau est composé de 2 actes suivit d'un boss après. L'ordre des niveaux n'est pas le même pour Sonic et Blaze.
- Leaf Storm (Zone 1 pour Sonic et Zone 2 pour Blaze), Boss : Egg Hammer snake
- Water Palace (Zone 2 pour Sonic et Zone 4 pour Blaze), Boss : Egg Turtle
- Mirage Road (Zone 3 pour Sonic et Blaze), Boss : Egg Scarab
- Night Carnival(Zone 4 pour Sonic et Zone 1 pour Blaze), Boss : Egg Libra
- Huge Crisis (Zone 5 pour Sonic et Zone 6 pour Blaze), Boss : Egg Hammer snake méga
- Altitude Limit (Zone 6 pour Sonic et Zone 5 pour Blaze), Boss : Egg Eagle
- Dead Line (Zone 7 pour Sonic et Blaze), Boss : Blaze/Sonic
- Unknown  (Boss final pour les 2), Boss : Egg King (Dans cette zone il y a seulement le boss).
- Exception, Boss : Egg Salamander

Pour avoir cette zone, il faut que Sonic récupère les sept émeraudes du chaos dans les Special Stages. Il s'agit de la dernière zone du jeu oú on combat le dernier boss avec Super Sonic et Burning Blaze.

## Personnages jouables
- Sonic the Hedgehog
- Blaze the Cat (Battre le 1er boss)
- Super Sonic et Burning Blaze

Durant un sondage de Sega, les joueurs exigeaient la présence de Super Sonic, et le fait que Tails soit jouable, Super Sonic fut fourni, mais Tails non.[réf. nécessaire]

## Voix originales
- Jason Adam Griffith : Sonic
- Erica Schroeder : Blaze
- Amy Palant : Tails
- Rebecca Honig : Cream
- Mike Pollock : Eggman

## Voix japonaises
- Jun'ichi Kanemaru : Sonic
- Nao Takamori : Blaze
- Ryo Hirohashi : Tails
- Sayaka Aoki : Cream
- Chikao Otsuka : Eggman